# Сен-Сен-л’Аббеи
Сен-Сен-л’Аббеи́ (фр. Saint-Seine-l’Abbaye) — коммуна во Франции, находится в регионе Бургундия. Департамент коммуны — Кот-д’Ор. Входит в состав кантона Сен-Сен-л’Аббеи. Округ коммуны — Дижон.
Код INSEE коммуны — 21573.

## Население
Население коммуны на 2010 год составляло 360 человек.
| 1962 | 1968 | 1975 | 1982 | 1990 | 1999 | 2010 |
| ---- | ---- | ---- | ---- | ---- | ---- | ---- |
| 352  | 358  | 352  | 309  | 326  | 355  | 360  |

## Экономика
В 2010 году среди 193 человек трудоспособного возраста (15—64 лет) 158 были экономически активными, 35 — неактивными (показатель активности — 81,9 %, в 1999 году было 74,0 %). Из 158 активных жителей работали 140 человек (73 мужчины и 67 женщин), безработных было 18 (10 мужчин и 8 женщин). Среди 35 неактивных 15 человек были учениками или студентами, 12 — пенсионерами, 8 были неактивными по другим причинам.